# Лидстрём, Оса
Оса Берит Лидия Лидстрём (швед. Åsa Berith Lydia Lidström; род. 15 августа 1968, Мулльшё) — шведская хоккеистка, защитник. Участница зимних Олимпийских игр 1998 года, чемпионка Европы 1996 года, трёхкратный серебряный призёр чемпионата Европы 1991, 1993 и 1995 годов.

## Биография
Оса Лидстрём родилась 15 августа 1968 года в шведском городе Мулльшё.
Играла в хоккей с шайбой за стокгольмскую «Фарсту». В сезоне-2001/02 выступала за стокгольмский «Мелархёйден-Бреденг».
В составе женской сборной Швеции трижды выигрывала серебряные медали чемпионата Европы: золото в 1996 году в Ярославле, серебро в 1991 году во Фридеке-Мистеке и Гавиржове, в 1993 году в Эсбьерге и в 1995 году в Риге. На чемпионатах Европы провела 18 матчей, набрала 3 (1+2) очка.
Трижды участвовала в чемпионатах мира. В 1992 году в Тампере, где шведки заняли 4-е место, провела 5 матчей, набрала 2 (1+1) очка. В 1994 году в Лейк-Плэсиде, где сборная Швеции стала 5-й, сыграла 5 матчей, сделала 4 результативных передачи. В 1997 году в Китченере, где шведки также заняли 5-ю позицию, провела 5 игр, сделала 1 голевой пас.
В 1998 году вошла в состав женской сборной Швеции по хоккею на зимних Олимпийских играх в Нагано, занявшей 5-е место. Играла на позиции защитника, провела 5 матчей, очков не набрала.